# January Jones
January Kristen Jones (Sioux Falls, Dél-Dakota, 1978. január 5. –) amerikai színésznő és modell. 
Ismertebb alakítása Betty Draper volt a Mad Men – Reklámőrültek (2007–2014) című televíziós sorozatban, mellyel egy Primetime Emmy- és két Golden Globe-jelölést szerzett. 2015 és 2018 között Az utolsó ember a Földön főszereplője volt.
Ő alakította Cadence-t az Amerikai pite: Az esküvő (2003), Elizabeth Harrist az Ismeretlen férfi (2011), valamint Emma Frostot az X-Men: Az elsők (2011) című mozifilmekben.

## Élete és pályafutása
1978. január 5-én született a dél-dakotai Brookings városában, Karen és Marvin Jones gyermekeként. 
2011-ben feltűnt az Ismeretlen férfi (2011) című filmthrillerben, majd az X-Men: Az elsők című fantasy-szuperhősfilmben, utóbbiban Sebastian Shaw (Kevin Bacon) jobbkezeként.
A filmezés mellett modellkedik is.

## Filmográfia

### Film
| Év   | Magyar cím                        | Eredeti cím                             | Szerep                   | Magyar hang         | Rendező            |
| ---- | --------------------------------- | --------------------------------------- | ------------------------ | ------------------- | ------------------ |
| 1999 | A hangos revolverek városa        | All the Rage                            | Janice Taylor            |                     | James D. Stern     |
| 2001 | Rejtélyek háza                    | The Glass House                         | lány                     |                     | Daniel Sackheim    |
| 2001 | Banditák                          | Bandits                                 | Claire / Pink Boots      | Csondor Kata        | Barry Levinson     |
| 2002 | Tabu                              | Taboo                                   | Elizabeth                |                     | Max Makowski       |
| 2002 | Szemtől telibe                    | Full Frontal                            | Tracy                    |                     | Steven Soderbergh  |
| 2003 | Ki nevel a végén?                 | Anger Management                        | Gina                     | Juhász Réka         | Peter Segal        |
| 2003 | Amerikai pite: Az esküvő          | American Wedding                        | Cadence Flaherty         | Szénási Kata        | Jesse Dylan        |
| 2003 | Igazából szerelem                 | Love Actually                           | Jeannie, amerikai angyal | Orgován Emese       | Richard Curtis     |
| 2004 | Dirty Dancing 2.                  | Dirty Dancing: Havana Nights            | Eve                      | Galiotti Barbara    | Guy Ferland        |
| 2004 | Dirty Dancing 2.                  | Dirty Dancing: Havana Nights            | Eve                      | Csondor Kata        | Guy Ferland        |
| 2005 | Melquiades Estrada három temetése | The Three Burials of Melquiades Estrada | Lou Ann Norton           | Tompos Kátya        | Tommy Lee Jones    |
| 2006 |                                   | Swedish Auto                            | Darla                    |                     | Derek Sieg         |
| 2006 | Több, mint sport                  | We Are Marshall                         | Carole Dawson            |                     | McG                |
| 2009 | Rockhajó                          | The Boat That Rocked                    | Elenore                  | Molnár Ilona        | Richard Curtis     |
| 2011 | Ismeretlen férfi                  | Unknown                                 | Elizabeth Harris         | Horváth Lili        | Jaume Collet-Serra |
| 2011 | X-Men: Az elsők                   | X-Men: First Class                      | Emma Frost               | Csondor Kata        | Matthew Vaughn     |
| 2011 | A bosszú jogán                    | Seeking Justice                         | Laura Gerard             |                     | Roger Donaldson    |
| 2013 |                                   | Sweetwater                              | Sarah Ramírez            |                     | Logan Miller       |
| 2014 | Arctalan ellenség                 | Good Kill                               | Molly Egan               | Majsai-Nyilas Tünde | Andrew Niccol      |
| 2015 |                                   | Unity (dokumentumfilm)                  | narrátor (hangja)        |                     | Shaun Monson       |
| 2023 |                                   | God Is a Bullet                         | Maureen Bacon            |                     |                    |

### Televízió
| Év        | Magyar cím               | Eredeti cím             | Szerep                   | Megjegyzések                                           |
| --------- | ------------------------ | ----------------------- | ------------------------ | ------------------------------------------------------ |
| 1999      | Légy valódi!             | Get Real                | Jane Cohen               | 1 epizód                                               |
| 1999      |                          | Sorority                | Number One               | próbaepizód                                            |
| 2002      |                          | In My Life              | Diane St. Croix          | próbaepizód                                            |
| 2004      | A szerelem mindent kibír | Love's Enduring Promise | Missie Davis             | tévéfilm                                               |
| 2005      | Huff                     | Huff                    | Marisa Wells             | 2 epizód                                               |
| 2007–2014 | Mad Men – Reklámőrültek  | Mad Men                 | Betty Francis            | - 92 epizód - magyar hangja: - Gubás Gabi              |
| 2008      | Esküdt ellenségek        | Law & Order             | Kim Brody                | 1 epizód                                               |
| 2009      | Saturday Night Live      | Saturday Night Live     | önmaga (házigazda)       | 1 epizód                                               |
| 2010      | Leendő divatdiktátorok   | The Runway              | önmaga (vendég zsűritag) | 1 epizód                                               |
| 2015–2018 | Az utolsó ember a Földön | The Last Man on Earth   | Melissa Chartres         | - főszereplő (63 epizód) - magyar hangja: - Vadász Bea |
| 2017      | Állatok                  | Animals.                | Diana (hangja)           | 1 epizód                                               |
| 2017      |                          | Return of the Mac       | önmaga                   | 2 epizód                                               |
| 2019      | A politikus              | The Politician          | Lizbeth Sloan            | 3 epizód                                               |
| 2020      | A jeges élet             | Spinning Out            | Carol Baker              | 10 epizód                                              |

## Fordítás
- Ez a szócikk részben vagy egészben  a   January Jones című angol Wikipédia-szócikk fordításán alapul.  Az eredeti cikk szerkesztőit annak laptörténete sorolja fel. Ez a jelzés csupán a megfogalmazás eredetét és a szerzői jogokat jelzi, nem szolgál a cikkben szereplő információk forrásmegjelöléseként.